# 1998 XN3
1998 XN3 är en asteroid i huvudbältet som upptäcktes 9 december 1998 av den japanska astronomen Takao Kobayashi vid Ōizumi-observatoriet.
Asteroiden har en diameter på ungefär 11 kilometer och den tillhör asteroidgruppen Themis.